# مشهدي كندي
مشهدي كندي هي قرية في مقاطعة سراب، إيران. عدد سكان هذه القرية هو 77 في سنة 2006.